# همراه برای سواری
همراه برای سواری (به انگلیسی: Along for the Ride) فیلمی محصول سال ۲۰۲۲ و به کارگردانی سوفیا آلوارز است. در این فیلم بازیگرانی همچون اما پاسارو، بلمونت کارنلی، کیت باسورث، درموت مالرونی، اندی مک‌داول و جی هنلیوس ایفای نقش کرده‌اند.